# Oestromyia scrobiculigera
Oestromyia scrobiculigera är en tvåvingeart som beskrevs av Pleske 1928. Oestromyia scrobiculigera ingår i släktet Oestromyia och familjen styngflugor. Inga underarter finns listade i Catalogue of Life.